# Acrapex festiva
Acrapex festiva är en fjärilsart som beskrevs av Antonius Johannes Theodorus Janse 1940. Acrapex festiva ingår i släktet Acrapex och familjen nattflyn. Inga underarter finns listade i Catalogue of Life.